# Gastronautidae
Ordre
Famille
Les Gastronautidae sont une famille de Ciliés de la classe des Cyrtophoria et de l'ordre des Chlamydodontida, ou uniques représentants de l'ordre des Chilodonellida.

## Étymologie
Le nom de la famille vient du genre type Gastronauta, composé du préfixe gastro- (du grec ancien γαστρο / gastro, « estomac, ventre »), et du suffixe -naut (du grec ancien ναύτης / náytis, « marin, navigateur »).

## Description
Wilhelm Foissner décrit ainsi cette famille : 

« Chilodonellida de taille moyenne avec une longue ouverture buccale en forme de fente traversant la cellule au deuxième quart. Ciliature somatique complète (genre Paragastronauta) ou avec une bande postorale stérile (genre Gastronauta), la divisant en un champ ciliaire droit et gauche. Brosse dorsale en plusieurs petits fragments.
Les gastronautides sont des ciliés de taille moyenne (longueur 45 à 100 μm), fortement aplatis dorso-ventralement, dont la caractéristique la plus remarquable est une ouverture buccale en forme de fente traversant le corps dans le deuxième quart antérieur.
Seule la face ventrale est densément ciliée, comme chez les autres chilodonellidés ; la surface dorsale porte plusieurs plusieurs petites cinéties composant la brosse dite dorsale. Les rangées ciliaires droites forment antérieurement des arcs. »

## Habitat
Les gastronautidés sont des habitants de l'aufwuchs ou périphyton, des eaux douces et saumâtres. L'espèce Gastronauta derouxi affectionne plutôt les habitats terrestres.

## Liste des genres
Selon GBIF (26 novembre 2022) :
- Gastronauta Butschli, 1889
- Paragastronauta Foissner, 2001

## Systématique
Le nom valide de ce taxon est Gastronautidae Deroux, 1994, Gastronauta étant le genre type de la famille. Corliss, en 1979 attribua le genre Gastronauta à la famille des Lynchellidae.
L'ordre des Chilodonellida a été proposé en 1994 par le zoologiste français Gilbert Deroux (d) de la station biologique de Roscoff. Les Gastronautidae sont, selon les auteurs, l'unique famille de cet ordre,, ou classés dans l'ordre des Chlamydodontida,.

## Publication originale
- Corliss et Pierre de Puytorac[Ed], « Classe des Phyllopharyngea de Puytorac et al., 1974. Sous-classe des Cyrtophoria Faure-Fremiet », dans Traité de zoologie. Anatomie, systématique, biologie. Tome 2. Infusoires ciliés. Fascicule 2. Systématique., Paris, Milan & Barcelone, Éditions Masson, 1994, p. 399-431